# Леон (стадіон)
«Леон» (ісп. Estadio León), неофіційно відомий як Ноу Камп (ісп. Nou Camp) — футбольний стадіон місткістю 31 277 глядачів, побудований у 1967 році і розташований у місті Леон в центральній Мексиці. Використовується здебільшого для футбольних матчів і є домашньою ареною клубу «Леон» .

## Історія
Він був відкритий 1 березня 1967 року матчем між «Сантосом» з Бразилії та «Рівер Плейтом» з Аргентини, який закінчився з рахунком 2:1 на користь «Сантоса».
На цьому стадіоні відбулися футбольні матчі чемпіонату світу 1970 року, молодіжного чемпіонату КОНКАКАФ 1973 року, молодіжного чемпіонату світу 1983 року та чемпіонату світу 1986 року . Він також приймав футбольні матчі під час літніх Олімпійських ігор 1968 року. Під час цих ігор вміщував 23 609 осіб.

## Міжнародні турніри

### Чемпіонат світу 1970
| Дата           | Час   | Команда № 1 | Рахунок    | Команда № 2 | Раунд       | Відвідуваність |
| -------------- | ----- | ----------- | ---------- | ----------- | ----------- | -------------- |
| 2 червня 1970  | 16:00 | Перу        | 3–2        | Болгарія    | 4 група     | 13,765         |
| 3 червня 1970  | 16:00 | ФРН         | 2–1        | Марокко     | 4 група     | 12 942         |
| 6 червня 1970  | 16:00 | Перу        | 3–0        | Марокко     | 4 група     | 13,537         |
| 7 червня 1970  | 12:00 | ФРН         | 5–2        | Болгарія    | 4 група     | 12 710         |
| 10 червня 1970 | 16:00 | ФРН         | 3–1        | Перу        | 4 група     | 17 875         |
| 11 червня 1970 | 16:00 | Болгарія    | 1–1        | Марокко     | 4 група     | 12 299         |
| 14 червня 1970 | 12:00 | ФРН         | 3–2 (д.ч.) | Англія      | Чвертьфінал | 23357          |

### Чемпіонат світу 1986
| Дата           | Час   | Команда № 1 | Рахунок    | Команда № 2 | Раунд      | Відвідуваність |
| -------------- | ----- | ----------- | ---------- | ----------- | ---------- | -------------- |
| 1 червня 1986  | 16:00 | Канада      | 0–1        | Франція     | Група С    | 36 000         |
| 5 червня 1986  | 12:00 | Франція     | 1–1        | СРСР        | Група С    | 36 540         |
| 9 червня 1986  | 12:00 | Угорщина    | 0–3        | Франція     | Група С    | 31,420         |
| 15 червня 1986 | 16:00 | СРСР        | 3–4 (д.ч.) | Бельгія     | 1/8 фіналу | 32,277         |